# Chiesa di San Vincenzo de Paoli (Cagliari)
La chiesa di San Vincenzo de Paoli è una chiesa di Cagliari situata in via Bosa, nel quartiere Villanova, non molto lontana dalla chiesa di San Domenico. È conosciuta anche come chiesa della Missione.

## Storia
La piccola chiesa venne costruita a partire dal 1950, dietro progetto di Augusto Valente, per sostituire la grande cappella della Casa della Missione, eretta nel 1915 e consacrata nel 1922, distrutta dai bombardamenti del 1943. La nuova chiesa venne inaugurata nel 1951.

## Descrizione
L'edificio è in stile neoromanico, come il prospetto della cattedrale di Santa Maria. La facciata a salienti, in pietra chiara, è ornata da archetti pensili e dal motivo del rombo gradonato (ripetuto anche all'interno, nei confessionali lignei). Sulla lunetta del portale si trova il mosaico raffigurante san Vincenzo de Paoli.
L'interno è semplice, a pianta a croce latina e tre navate, separate da colonne. La copertura è a capriate.
Il campanile si trova a sinistra dell'abside; è a canna quadra, con bifore e trifore.